# Вакпаті
Вакпаті (гінді वाक्पति; д/н — 865) — 2-й володар Даджхауті в 845—865 роках. Відомий з двох написів, знайдених у Кхаджурахо, датованих 954 і 1059 роками.

## Життєпис
Походив з раджпутського клану Чандела. Син Наннуки, якому спадкував у 845 році. Приняв титул кшитіпа, що був аналогом батьківського титулу магіпаті. Причина й сенс такої заміни не відома. Панегіричні написи описують його як правителя, відомого своєю хоробрістю, скромністю та знаннями. Написи стверджують, що він переміг кількох ворогів і був улюбленцем своїх підданих, порівнюють його з Брігаспаті— божеством мови, за його мудрість і силу слова. Також в них йдеться, що священною горою була Віндх'я, де здійснювалися урочисті ритуали.
Сучасні історики висувають версію, що Вакпаті став союзником Девапали, магараджахіраджи імперії Пала, у боротьбі проти Міхіри Бходжи I, магараджахіраджи держави Гуджара-Пратіхар, намагаючись скинути залежність від останнього. Втім остаточно не досяг бажаного.
Помер 865 року. Йому спадкував старший син Джаяшакті.